# مایکل وال (شناگر)
مایکل وال (به انگلیسی: Michael Wall) (زادهٔ ۱ فوریهٔ ۱۹۴۶) شناگر اهل ایالات متحده آمریکا است.